# Gornji Slaveči
Gornji Slaveči is een plaats in Slovenië en maakt deel uit van de gemeente Kuzma in de NUTS-3-regio Pomurska. De plaats telde 433 inwoners op 1 januari 2020.